# Mighty Med – Wir heilen Helden
Mighty Med – Wir heilen Helden (Originaltitel: Mighty Med) ist eine US-amerikanische Sitcom des Senders Disney XD, die seit dem 7. Oktober 2013 ausgestrahlt wird. In Deutschland hatte sie am 7. April 2014 beim deutschen Ableger von Disney XD Premiere. Im Free-TV fand die Erstausstrahlung am 8. November 2014 im frei empfangbaren Disney Channel statt.

## Handlung
Die zwei besten Freunde Kaz und Oliver sind leidenschaftliche Comicfans und verbringen daher oft zusammen ihre Zeit in ihrem Lieblings-Comicladen. Eines Tages werden sie durch einen Unfalls von Kaz in das örtliche Krankenhaus gebracht. Dort entdecken sie durch Zufall ein geheimes Krankenhaus für Superhelden und andere Sciencefiction- und Phantasiefiguren. Da die beiden durch ihre Comics ein umfassendes Wissen über Superhelden haben, bekommen sie einen Job im Krankenhaus, das den Namen Mighty Med trägt.

## Figuren

### Hauptfiguren
Kaz ist Olivers bester Freund. Er hat ein gutes Aussehen, ist aber etwas dämlich.
Oliver ist Kaz’ bester Freund. Er ist intelligent, süß und sarkastisch. Er ist in Skylar verliebt.
Skylar Storm ist eine Superheldin, die vor kurzem ihre Kräfte im Kampf gegen ihren Erzfeind den „Annihilator“ verloren hat. Daher nennt sie sich nun als normaler Mensch Connie Valentine.
Alan Diaz ist der Neffe von Horace Diaz, dem Stabschef des Krankenhauses. Er ist sehr verärgert und hält sich für was besseres. Zudem hasst er Kaz und Oliver und tut alles was in seiner Macht steht, um sie loszuwerden. Seine Macht ist Telekinese.
Er hält seinen Vater, den geheimen Superhelden Optimo für einen Normo.
Gus ist ein Freund von Oliver und Kaz. Er ist nicht sehr intelligent und versteht viele Dinge falsch, weshalb er sehr merkwürdig erscheint.

### Nebenfiguren
Dr. Horace Diaz ist der Stabschef des Krankenhauses und Alans Onkel mütterlicherseits. Seine Macht ist es, alles einzufrieren und er ist der Superheld Caduceo.
Jordan ist eine Freundin von Oliver und Kaz und sie hasst Gus. Sie ist sehr negativ. Genau wie Kaz und Oliver liebt sie Videospiele und Comics. Sie ahnt Mitte der zweiten Staffel, dass Superhelden tatsächlich existieren, da sie Tecton, Blue Tornado und Captain Atomic zu Gesicht bekommt, und versucht, es zu beweisen.
Wallace und Clyde sind Zwillinge, die sich als Besitzer des Comicladens „The Domain“ ausgeben, sind aber eigentlich der Schurke Catastrophe, der durch die Diade von Nebulon in zwei weniger starke Dämonen in Menschengestalt verwandelt wurde. Sie wollen das Krankenhaus zerstören und Rache an Horace Diaz nehmen, der die zweite Hälfte des Amuletts hat und für die Verwandlung gesorgt hat. Sie können von Oliver überzeugt werden, wieder gut zu sein.
Mini ist ein Außerirdischer mit einem sehr großen Kopf, beschwert sich aber darüber, dass er zu klein ist, da er auf seinem Planeten den kleinsten Kopf hat. Ende der zweiten Staffel erfährt man, dass er eine Putzkraft war, die aus Versehen ein Raumschiff gestartet hat, welches das Arcturion in unsere Sonne bringen soll, und dann auf der Erde gestrandet ist.
Lizardman ist ein Echsenmensch, dessen Schwanz nachwachsen kann.
Simon ist ein sehr kleiner Mensch.
Benny ist ein Informatiker, der sich rückwärts mit Schallgeschwindigkeit fortbewegen kann.

### Helden
Der Crusher (Glenn Crushman) ist der stärkste Mann der Welt. Er heiratet Ende der ersten Staffel.
Solarflare kann mit ihren Händen Feuer erzeugen. Sie wird oft nach einem Date gefragt, was sie meist ablehnt, da sie nicht aufs Äußere reduziert werden will.
Titanio ist ein Milliardär, der einen metallenen und gut ausgerüsteten Exo-Anzug trägt. Er ist eine deutliche Anspielung auf Iron Man.
Blue Tornado kann Stürme erzeugen und sich dadurch schnell bewegen.
Owlgirl kann fliegen.
Tecton kann fliegen, Beben erzeugen und spürt keine Schmerzen. Seine Kräfte bekommt er von einem Meteoriten. Seine Kräfte funktionieren beim Kontakt mit Gold nicht.
Optimo ist Alans Vater Nelson, der sein Heldentum geheim hält, um ihn vor Razor Claw zu beschützen. Seine Frau war Horace’ Schwester.
Grey Granit ist ein aus Felsen bestehender Mann, der sich zerfallen lassen kann, um sich erneut zusammenzusetzen. Außerdem kann er seinen Stab in seine Hand zurückbefehlen.
Citadel hat eine undurchdringliche Haut.
Gammagirl kann Strahlen von sich geben.
Captain Atomic ist ein durch einen von Kaz verursachten Wurmlochunfall aus den Fünfzigern in die Gegenwart gereister Held, der mit einer Nuklearbatterie mit Energie versorgt wird. Er kämpft mit einem Jo-Jo, das einen Schutzschild errichten und Strahlen abfeuern kann. Er ist eine offensichtliche Anspielung auf Captain America.
Hapax ist der ehemalige Mentor des Annihilators. Er ist ein Mutant, der, je älter er ist, jünger aussieht. Er kann Kräfte anderer Leute stehlen und Schurken gut werden lassen. Er ist Nelsons Vater und somit Alans Großvater.
Caduceo kann Tote wieder zum Leben erwecken. Allerdings kann diese Fähigkeit nur fünfmal eingesetzt werden. In der Serie hat er nur noch zwei Leben, die er bei Skylar und Bridget anwendet. Er versteckt sich als Horace im Mighty Med.

### Schurken
Megahertz
Experion
Annihilator
Exterminator
Catastrophe
Soul Slayer
Razor Claw
Mr. Terror ist das Pseudonym von Olivers Mutter Bridget, die ihren Sohn ohne ihr Wissen jagt, da er vom Arcturion träumt. Sie heiratet Horace, damit er sie wiedererweckt, nachdem sie durch Berührung des Arcturions stirbt.
Dr. Wrath ist ein Schurke, der seine Gestalt ändern kann. Er trainiert Teenager in der Schurkenakademie, kann aber von Skylar und Kaz getötet werden.

## Besetzung und Synchronisation
Die deutsche Synchronisation entsteht unter der Dialogregie von Alexander Brem durch die Synchronfirma SDI Media Germany GmbH in München.
| Rollenname      | Schauspieler         | Synchronsprecher                                     |
| --------------- | -------------------- | ---------------------------------------------------- |
| Kaz             | Bradley Steven Perry | Julian Rehrl                                         |
| Oliver          | Jake Short           | Leonard Rosemann (Staffel 1) Felix Mayer (Staffel 2) |
| Skylar Storm    | Paris Berelc         | Bettina Zech                                         |
| Alan Diaz       | Devan Leos           | Tobias John von Freyend                              |
| Dr. Horace Diaz | Carlos Lacámara      | Gudo Hoegel                                          |
| Gus             | Augie Isaac          | Fausto Richter                                       |
| Jordan          | Cozi Zuehlsdorff     | Jaimee Lau                                           |

## Episodenliste

### Staffel 1
| Nr. (ges.) | Nr. (St.) | Deutscher Titel                 | Originaltitel                            | Erstausstrahlung USA | Deutschsprachige Erstausstrahlung (D) |
| ---------- | --------- | ------------------------------- | ---------------------------------------- | -------------------- | ------------------------------------- |
| 1          | 1         | Die Superhelden-Retter – Teil 1 | Saving the People Who Save People (1)    | 7. Okt. 2013         | 7. Apr. 2014                          |
| 2          | 2         | Die Superhelden-Retter – Teil 2 | Saving the People Who Save People (2)    | 7. Okt. 2013         | 7. Apr. 2014                          |
| 3          | 3         | Monster Med                     | Frighty Med                              | 14. Okt. 2013        | 31. Okt. 2014                         |
| 4          | 4         | Ich, der Normo                  | I, Normo                                 | 21. Okt. 2013        | 8. Apr. 2014                          |
| 5          | 5         | Mini-Olivers Reisen             | Sm’oliver’s Travels                      | 28. Okt. 2013        | 9. Apr. 2014                          |
| 6          | 6         | Reingelegt!                     | Pranks for Nothing                       | 4. Nov. 2013         | 10. Apr. 2014                         |
| 7          | 7         | Düstere Visionen                | It’s Not the End of the World            | 11. Nov. 2013        | 11. Apr. 2014                         |
| 8          | 8         | Gus der Superschurke            | Evil Gus                                 | 13. Jan. 2014        | 14. Apr. 2014                         |
| 9          | 9         | Alans Schreckensherrschaft      | Alan’s Reign of Terror                   | 3. Feb. 2014         | 15. Apr. 2014                         |
| 10         | 10        | Sidekicks                       | So You Think You Can Be a Sidekick       | 10. Feb. 2014        | 16. Apr. 2014                         |
| 11         | 11        | Die Überraschungsparty          | Lockdown                                 | 24. Feb. 2014        | 17. Apr. 2014                         |
| 12         | 12        | Genau wie Kaz                   | All That Kaz                             | 10. März 2014        | 1. Sep. 2014                          |
| 13         | 13        | Der beste böse Freund           | The Friend of My Friend Is My Enemy      | 24. März 2014        | 2. Sep. 2014                          |
| 14         | 14        | Captain Atomic                  | Atomic Blast from the Past               | 31. März 2014        | 3. Sep. 2014                          |
| 15         | 15        | Der alte Oliver                 | Growing Pains                            | 7. Apr. 2014         | 4. Sep. 2014                          |
| 16         | 16        | Die Nacht der Albträume         | Night of the Living Nightmare            | 14. Apr. 2014        | 5. Sep. 2014                          |
| 17         | 17        | Negative Energie                | Mighty Mad                               | 21. Apr. 2014        | 8. Sep. 2014                          |
| 18         | 18        | Die Fantasy-Liga                | Fantasy League of Heroes                 | 9. Juni 2014         | 10. Sep. 2014                         |
| 19         | 19        | Der doppelte Kaz                | Copy Kaz                                 | 16. Juni 2014        | 11. Sep. 2014                         |
| 20         | 20        | Die Rockstar-Heldin             | Guitar Superhero                         | 23. Juni 2014        | 12. Sep. 2014                         |
| 21         | 21        | Gefahr aus dem Netz             | Free Wi-Fi                               | 30. Juni 2014        | 9. Sep. 2014                          |
| 22         | 22        | Comic-Autoren für einen Tag     | Two Writers Make a Wrong                 | 7. Juli 2014         | 12. Jan. 2015                         |
| 23         | 23        | Wer hat Angst vorm weißen Hai?  | Are You Afraid of the Shark?             | 18. Juli 2014        | 9. Aug. 2014                          |
| 24         | 24        | Das Pandoreon                   | The Pen Is Mighty Med-ier Than the Sword | 21. Juli 2014        | 13. Jan. 2015                         |
| 25         | 25        | Ein Sturm zieht auf – Teil 1    | There’s A Storm Coming (1)               | 15. Sep. 2014        | 14. Jan. 2015                         |
| 26         | 26        | Ein Sturm zieht auf – Teil 2    | There’s A Storm Coming (2)               | 15. Sep. 2014        | 15. Jan. 2015                         |

### Staffel 2
| Nr. (ges.) | Nr. (St.) | Deutscher Titel                         | Originaltitel                      | Erstausstrahlung USA | Deutschsprachige Erstausstrahlung (D) |
| ---------- | --------- | --------------------------------------- | ---------------------------------- | -------------------- | ------------------------------------- |
| 27         | 1         | Dunkle Zeiten – Teil 1                  | How the Mighty Med Have Fallen (1) | 20. Okt. 2014        | 2. März 2015                          |
| 28         | 2         | Dunkle Zeiten – Teil 2                  | How the Mighty Med Have Fallen (2) | 20. Okt. 2014        | 2. März 2015                          |
| 29         | 3         | Das Superkräfte-Versteck                | Lair, Lair                         | 24. Okt. 2014        | 3. März 2015                          |
| 30         | 4         | Der Spion unter uns                     | Mighty Mole                        | 3. Nov. 2014         | 4. März 2015                          |
| 31         | 5         | Freund oder Feind?                      | The Claw Prank Redemption          | 10. Nov. 2014        | 5. März 2015                          |
| 32         | 6         | Die Reise nach Caldera                  | Do You Want to Build a Lava Man?   | 1. Dez. 2014         | 6. März 2015                          |
| 33         | 7         | Das Ende des Sturms                     | Storm’s End                        | 5. Jan. 2015         | 7. März 2015                          |
| 34         | 8         | Besuch aus der Zukunft                  | Future Tense                       | 12. Jan. 2015        | 8. März 2015                          |
| 35         | 9         | Energieprojekte und außerirdische Käfer | Stop Bugging Me                    | 4. März 2015         | 14. Sep. 2015                         |
| 36         | 10        | Der Superhelden-Test                    | Less Than Hero                     | 11. März 2015        | 15. Sep. 2015                         |
| 37         | 11        | Die Alien-Eier                          | Oliver Hatches the Eggs            | 25. März 2015        | 16. Sep. 2015                         |
| 38         | 12        | Kaz und seine Superfreundin             | Sparks Fly                         | 1. Apr. 2015         | 17. Sep. 2015                         |
| 39         | 13        | Das Laser-Kamel                         | Wallace and Clyde: A Grand Day Out | 7. Apr. 2015         | 18. Sep. 2015                         |
| 40         | 14        | Der Helden-Schlüssel                    | The Key to Being a Hero            | 15. Apr. 2015        | 21. Sep. 2015                         |
| 41         | 15        | Die Doppelgänger                        | New Kids Are the Docs              | 1. Juli 2015         | 22. Sep. 2015                         |
| 42         | 16        | Undercover                              | It’s a Matter of Principal         | 8. Juli 2015         | 23. Sep. 2015                         |
| 43         | 17        | Ein Traum wird wahr                     | Living the Dream                   | 15. Juli 2015        | 24. Sep. 2015                         |
| 44         | 18        | Superhelden gegen bionische Helden      | Lab Rats vs. Mighty Med            | 22. Juli 2015        | 10. Okt. 2015                         |
| 45         | 19        | Die Nadel im Heuhaufen                  | Thanks for the Memory Drives       | 12. Aug. 2015        | 25. Sep. 2015                         |
| 46         | 20        | Vom anderen Stern                       | The Dirt on Kaz & Skylar           | 19. Aug. 2015        | 28. Sep. 2015                         |
| 47         | 21        | Die Macht des Arcturion – Teil 1        | The Mother of All Villains (1)     | 9. Sep. 2015         | 29. Sep. 2015                         |
| 48         | 22        | Die Macht des Arcturion – Teil 2        | The Mother of All Villains (2)     | 9. Sep. 2015         | 29. Sep. 2015                         |

## Spin-off
Seit dem 2. März 2016 wird in den USA unter dem Titel S3 – Gemeinsam stärker (OT: Lab Rats: Elite Force) ein Spin-off der Serien Mighty Med – Wir heilen Helden und S3 – Stark, schnell, schlau ausgestrahlt. Darin führen Billy Unger und Kelli Berglund ihre Rollen als Chase und Bree aus S3 sowie Bradley Steven Perry, Jake Short und Paris Berelc ihre Rollen als Kaz, Oliver und Skylar aus Mighty Med fort.